# Teorema lui Laplace (algebră)
În algebra liniară, teorema lui Laplace constituie o modalitate de a calcula determinantul unei matrice.
Enunțul acesteia este următorul:
Se consideră matricea pătrată {\displaystyle A=(a_{ij})} formată din n linii și n coloane.
Atunci determinantul {\displaystyle D=det(a_{ij})} este egal cu suma produselor minorilor de pe r linii, fixate prin complementele lor algebrice.
Este atribuită omului de știință Pierre-Simon Laplace.

## Exemplu
Pentru calculul determinantului:
{\displaystyle D_{5}={\begin{vmatrix}1&0&0&0&2\\0&1&0&0&3\\x&0&1&0&4\\x&x&0&1&5\\x&x&x&0&6\end{vmatrix}}}
acesta se va dezvolta după primele două linii.
Minorii acestor linii sunt în număr de {\displaystyle C_{5}^{2}=10,} dar se vor considera doar cei nenuli și anume:
{\displaystyle M_{12}={\begin{vmatrix}1&0\\0&1\end{vmatrix}}=1,\;M_{15}={\begin{vmatrix}1&2\\0&3\end{vmatrix}}=3,\;M_{25}={\begin{vmatrix}0&2\\1&3\end{vmatrix}}=-2.}
Complemenții algebrici ai acestora sunt:
{\displaystyle M'_{12}=(-1)^{6}{\begin{vmatrix}1&0&4\\0&1&5\\x&0&6\end{vmatrix}}=6-4x,\;M'_{15}=(-1)^{9}{\begin{vmatrix}0&1&0\\x&0&1\\x&x&0\end{vmatrix}}=-x,\;M'_{25}=(-1)^{10}{\begin{vmatrix}x&1&0\\x&0&1\\x&x&0\end{vmatrix}}=x-x^{2}.}
Așadar:
{\displaystyle D_{5}=1\cdot (6-4x)+3\cdot (-x)+(-2)\cdot (x-x^{2})=2x^{2}-9x+6.}

## Teorema a doua a lui Laplace
O altă teoremă atribuită lui Laplace este următoarea:
Suma produselor elementelor unei linii sau unei coloane ale unui determinant prin complementele algebrice corespunzătoare ale altei linii, respectiv coloane, este zero.